# Balíuag
El municipio de Balíwag (en filipino: Baliuag) es uno de los pueblos que componen la provincia de Bulacán en Filipinas.

## Geografía
El pueblo está situada 50 kilómetros al norte de Manila. 
Según el censo de 2000, su población es de 119,675 habitantes en 25,050 casas.

## Barrios
El pueblo de Balíwag tiene 27 barrios:
| - Bagong Nayon - Barangca - Calantipay - Catulinan - Concepción - Makinabang - Matangtubig - Pagala - Paitan - Piel - Pinagbarilan - Población - Sabang - San Jose | - San Jose Hinukay - San Roque - Santa Bárbara - Santo Cristo - Santo Niño - Subic - Sulivan - Tangos - Tarcan - Tiaong - Tibag - Tilapayong - Virgen de las Flores |

- Datos: Q54554
- Multimedia: Baliwag / Q54554

1. ↑  Worldpostalcodes.org, código postal n.º 3006.